# Catherine Šubić
Catherine Šubić  (polonais : Katarzyna Chorwacka ) († entre le 18 février et le 5 mars 1358) est une princesse croate qui règne comme régente à partir de 1348 puis comme douairière à partir de 1352 sur les duchés de Brzeg (allemand: Brieg) et d'Oława (allemand: Olhau) en Silésie jusqu'à sa mort.

## Biographie
Catherine est issue de la dynastie croate des Šubić et est la fille de Mladen III Šubić de Bribir et de son épouse Jelena Nemanjić. 
En 1326, elle épouse le duc Boleslas III le Prodigue, veuf depuis 1322 de Marguerite de Bohême. Leur union reste stérile mais elle doit exercer de facto la régence des possessions de son époux entre 1348 et 1356. À sa mort en 1352 son époux lui avait légué un douaire ou Oprawa wdowia constitué de Brzeg (en allemand Brieg) où elle règne ensuite de 1356 à sa mort entre le 18 février et le 5 mars 1358.

## Sources
- (de) Europäische Stammtafeln Vittorio Klostermann, Gmbh, Francfort-sur-le-Main, 2004  (ISBN 3465032926),  Die Herzoge von Schlesien, in Liegnitz 1352-1596, und in Brieg 1532-1586 des Stammes der Piasten  Volume III Tafel 10 et Die Herzoge von Liegnitz, Brieg und Wohlau 1586-1675 des Stammes der Piasten Tafel 11.
- (en) & (de) Peter Truhart, Regents of Nations, K. G Saur Münich, 1984-1988  (ISBN 359810491X), Art. « Brieg (Pol. Brzeg) », p.  2448.